# Hand Glacier
Hand Glacier är en glaciär i Antarktis. Den ligger i Östantarktis. Nya Zeeland gör anspråk på området. Hand Glacier ligger 363 meter över havet.
Terrängen runt Hand Glacier är varierad.  Trakten är obefolkad. Det finns inga samhällen i närheten. 